# Castianeira depygata
Castianeira depygata là một loài nhện trong họ Corinnidae.
Loài này thuộc chi Castianeira. Castianeira depygata được Embrik Strand miêu tả năm 1916.